# Mbembe (peuple)
Pour les articles homonymes, voir Mbembe.
Les Mbembe sont une population d'Afrique centrale vivant au Nigeria et au Cameroun. 
Certaines sources distinguent deux groupes : d'une part les Mbembe établis dans les districts de Mambilla et Tigon au Nigeria et de l'autre côté de la frontière au Cameroun, et qui parlent le mbembe tigon ; d'autre part les Mbembe présents dans l'État de Cross River et qui parlent le mbembe Cross River. 
D'autres références considèrent qu'il s'agit d'une même population avec des appellations différentes : Ekokoma, Mbembe, Mbembe-Njari, Mbembe-Obubra, Mbembes, Mbenbe, Okam, Tigong, Wakande.

## Culture

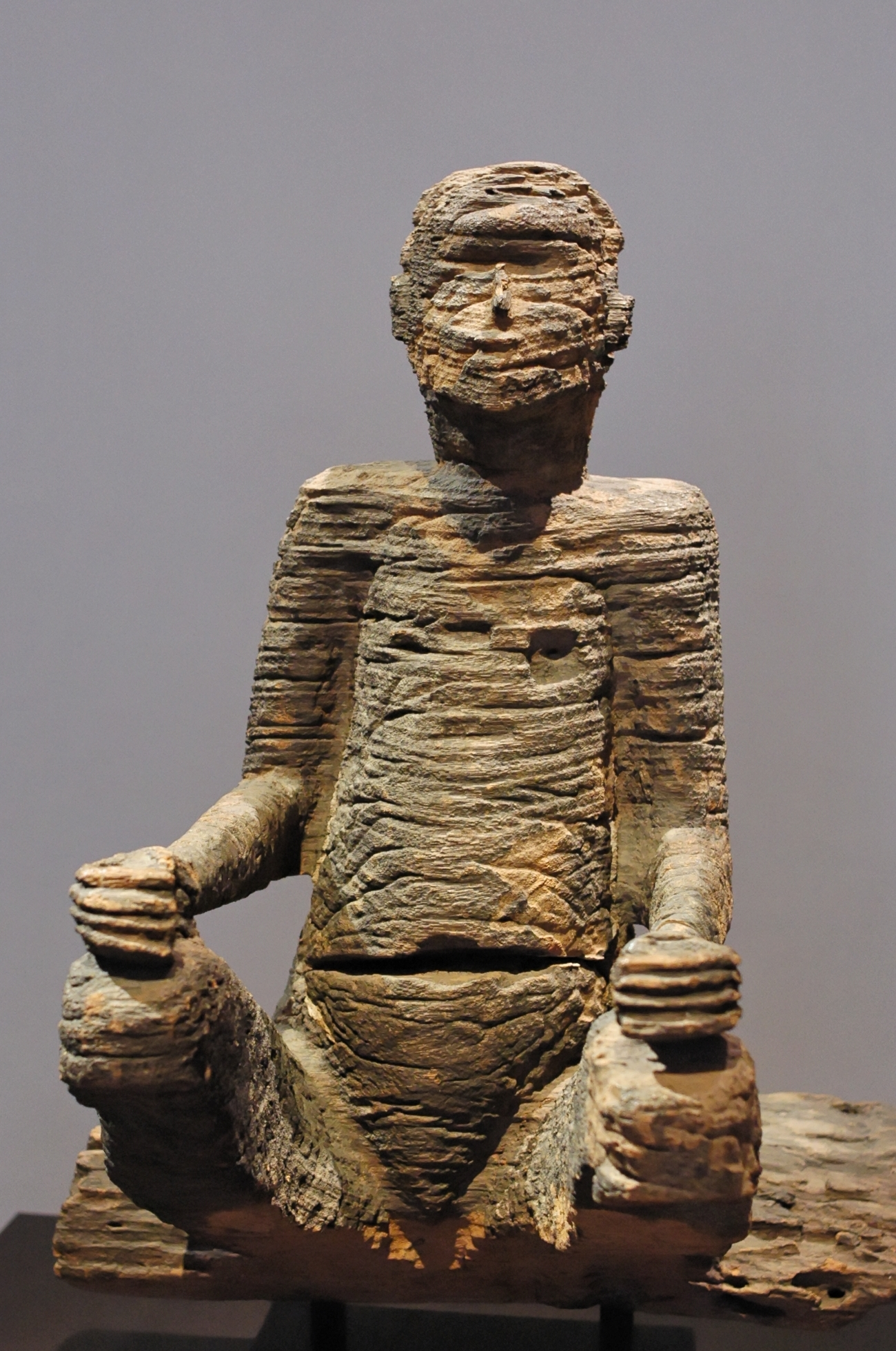
Sculpture mbembe